# Hastula stylata
Hastula stylata é uma espécie de gastrópode do gênero Hastula, pertencente a família Terebridae.